# Hospital clínico central (Moscú)
El Hospital clínico central o bien el Hospital clínico central de la administración presidencial de la Federación Rusa (en ruso: Центральная клиническая больница c поликлиникой Управления делами Президента Российской Федерации) (también llamado "Hospital del Kremlin", "Kremlyovka" y la "Clínica del Kremlin ") es una instalación fuertemente custodiada a siete millas al noroeste del Kremlin en una zona suburbana exclusiva y arbolada conocida como Kuntsevo, en Moscú, Rusia. Está considerado como uno de los mejores hospitales de Rusia y uno de los mejores hospitales del mundo. El hospital es custodiado por el Servicio de Protección Federal. El hospital cuenta con contactos de negocios con muchas organizaciones de médicos extranjeros, lo que le permite adquirir una valiosa experiencia en el cuidado de la salud en todo el mundo. El hospital acepta ahora un número creciente de pacientes privados, sin seguro y es común paguen por su tratamiento. Mientras que el hospital está abierto al público y cualquiera puede teóricamente ser admitido y tratado allí, sus comisiones y cargos están más allá del alcance de la mayoría rusos por lo que conserva su imagen elitista. Además tuvo un gran aporte en el desastre nuclear de Chernobyl ya que ahí llegaron los bomberos, rescatistas y liquidadores que ayudaron a combatir el desastre nuclear más grande de la humanidad.